# Harfleur
Harfleur is een gemeente in het Franse departement Seine-Maritime (regio Normandië) en telt 8517 inwoners (1999). De plaats maakt deel uit van het arrondissement Le Havre.
Harfleur ligt aan het kanaal van Tancarville. Historische gebouwen zijn de Saint-Martin kerk, gebouwd tussen de vijftiende en de zestiende eeuw, en een kasteel uit de zeventiende eeuw. 

## Verkeer en vervoer
- Station Harfleur
- Station Harfleur-Halte

## Geografie
De oppervlakte van Harfleur bedraagt 4,2 km², de bevolkingsdichtheid is 2027,9 inwoners per km².
De onderstaande kaart toont de ligging van Harfleur met de belangrijkste infrastructuur en aangrenzende gemeenten.

## Demografie
Onderstaande figuur toont het verloop van het inwonertal (bron: INSEE-tellingen).

## Geboren
- Vikash Dhorasoo (10 oktober 1973), voetballer